# Roman Wachuła
Roman Ihorowycz Wachuła, ukr. Роман Ігорович Вахула (ur. 13 lipca 1985) – ukraiński futsalista, zawodnik z pola, były reprezentant Ukrainy, zawodnik Wisły Krakbet Kraków, uczestnik Mistrzostw Świata 2008 i Euro 2007.

## Kariera piłkarska
Roman Wachuła w 2002 roku zaczął trenować w zespole juniorów TWD Lwów, a w 2004 roku został włączony do drużyny grającej w ukraińskiej ekstraklasie. W sezonie 2006/2007 jego drużyna przegrała po rzutach karnych w finale Pucharu Ukrainy, a Wachuła został wybrany zawodnikiem meczu. Sezon później z TWD Kijów zdobył krajowy puchar. W 2010 roku został zawodnikiem klubu MFK Szachtar Donieck, jednak drużyna po pierwszej rundzie wycofała się z rozgrywek i Ukrainiec wrócił do swojego poprzedniego klubu. Od sezonu 2011/2012 jest zawodnikiem występującej w polskiej ekstraklasie Wisły Krakbet Kraków, z którą na początku sezonu zdobył Superpuchar Polski, a następnie wicemistrzostwo Polski. W sezonie 2012/2013 z Wisłą zdobył Mistrzostwo Polski, a sezon później Puchar Polski. W 2014 roku zdobył Superpuchar Polski. Od sezonu 2019/2020 reprezentować będzie barwy drużyny Clearex Chorzów.

## Kariera reprezentacyjna
W 2006 roku Roman Wachuła zdobył brązowy medal Akademickich Mistrzostw Świata. Znalazł się w reprezentacji Ukrainy na Euro 2007 i Mistrzostwa Świata 2008. W sumie dla pierwszej reprezentacji strzelił czternaście bramek.